# Rubikova kocka
Rubikova kocka je trodimenzionalna mehanička igračka, koju je 1974. godine izumio mađarski kipar i profesor arhitekture Ernő Rubik. Rubik je igračku prvobitno nazvao "Čarobna kocka" i licencirao je 1980. godine, a ona je doživjela nezapamćen uspjeh, prvo u Njemačkoj, gdje je 1980. proglašena igračkom godine, a zatim i širom svijeta. Do 2023. je prodano preko 350 milijuna primjeraka ove igračke.
Postoji nekoliko inačica Rubikove kocke. U klasičnoj inačici, svaka od šest strana kocke ima 9 kvadratića (u bijeloj, crvenoj, narančastoj, plavoj, žutoj i zelenoj boji), koje treba složiti tako da svaka strana bude jednobojna. Matematičari su izračunali da postoji oko 43 trilijuna kombinacija kocke. Unatoč tome, kocku je moguće složiti u najviše 20 poteza.

## Natjecanja i rekordi

### Natjecanja
Prvo natjecanje u slaganju Rubikove kocke organizirala je Guinnessova knjiga rekorda 13. ožujka 1981. u Münchenu. Vrijeme pobjednika (Jury Froeschl) bilo je 38 sekundi. Prvo međunarodno natjecanje održano je 5. lipnja 1982. godine u Budimpešti. S vremenom od 22,95 sekunde pobijedio je Minh Thai, koji je kasnije objavio i knjigu The Winning Solution s uputama za slaganje kocke.
Od 2003. godine udruga World Cube Association (WCA) na svjetskoj razini organizira natjecanja i vodi rezultate u slaganju Rubikove kocke. Pobjednik natjecanja je igrač koji ima najbolje prosječno vrijeme (prosjek iz tri srednja vremena od pet pokušaja), a bilježi se i pojedinačno najbolje vrijeme. Od 2004. godine, za mjerenje vremena na WCA natjecanjima se obavezno treba koristiti poseban uređaj za mjerenje vremena nazvan Stackmat timer.
Osim glavne kategorije slaganja 3x3x3 kocke, postoje i druge WCA kategorije slaganja 3x3x3 kocke:
- Slaganje jednoručno[4]
- Slaganje naslijepo[5]
- Slaganja višestruko naslijepo[6]
- Slaganje u najmanje poteza[7]

Kod slaganje naslijepo, prvo se pregleda kocka i zapamti bez prekrivala za oči. Nakon što osoba zapamti onda stavi prekrivalo za oči i krene slagati. Vrijeme slaganja uključuje i vrijeme pregleda i vrijeme slaganja.
Kod slaganja višestruko naslijepo, sve se kocke zapamte pa se onda sve kocke slože. Rezultat ove kategorije se ne izražava u vremenu nego u bodovima ostvarenih u roku od jednog sata. Broj bodovi koji osvojiš je broj složenih kocaka minus broj ne složenih kocaka. Ako više natjecatelja imaju isti rezultat, gleda se ukupno vrijeme pokušaja, manje vrijeme je bolje.
Kod slaganja u najmanje poteza, natjecatelj ima sat vremena da nađe rješenje sa što manje poteza i zapiše ga.

### Rekordi
Na natjecanju koje je održano 11. lipnja 2023. u Long Beach (Sjedinjene Američke Države) Max Park iz Sjedinjenih Američkih Država postavio je novi svjetski rekord u pojedinačnom slaganju s 3,13 sekunde.
- Najbolji prosječni rezultati

| #  | Natjecatelj          | Vrijeme | Zemlja natjecatelja | Natjecanje                   | Detalji rezultata[9]                 |
| -- | -------------------- | ------- | ------------------- | ---------------------------- | ------------------------------------ |
| 1. | Yiheng Wang (王艺衡) | 4,36 s  | Kina                | Philippine Championship 2024 | (6,11) - (3,97) - 4,48 - 4,59 - 4,02 |
| 2. | Tymon Kolasiński     | 4,74 s  | Poljska             | Cube4fun in Bełchatów 2024   | (3,79) - 4,37 - 4,85 - (5,33) - 5,01 |
| 3. | Xuanyi Geng (耿暄一) | 4,81 s  | Kina                | Xi'an Open 2024              | 5,13 - (4,42) - 4,63 - (6,52) - 4,67 |
- Najbolji pojedinačni rezultati

| #  | Natjecatelj          | Vrijeme | Zemlja natjecatelja         | Natjecanje[10]           |
| -- | -------------------- | ------- | --------------------------- | ------------------------ |
| 1. | Max Park             | 3,13 s  | Sjedinjenje Američke Države | Pride in Long Beach 2023 |
| 2. | Yiheng Wang (王艺衡) | 3,38 s  | Kina                        | Xi'an Open 2024          |
| 3. | Luke Garrett         | 3,44 s  | Sjedinjene Američke Države  | Flag City Summer 2023    |

## Vanjske poveznice
- World Cube Association – svjetska udruga Rubikove kocke